# Seno

Gráfico da função seno, em função do ângulo em radianos

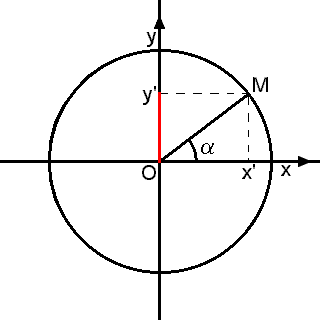
Em um círculo trigonométrico unitário, o seno do ângulo α é a medida do segmento de reta em vermelho.

O seno é a onda formada pela oscilação em y conforme o círculo trigonométrico é percorrido. Nota-se que a função apresentada é diferente de sen(x) pois esta está se movendo ao longo do eixo x por motivos didáticos, enquanto sen(x) é fixa em ambos eixos e se estende ao infinito em x.

O seno é uma função trigonométrica. Dado um triângulo retângulo com um de seus ângulos internos igual a {\displaystyle \theta ,} define-se {\displaystyle \operatorname {sen} (\theta )} como sendo a razão entre o cateto oposto a {\displaystyle \theta } e a hipotenusa deste triângulo. Ou seja:
{\displaystyle \operatorname {sen} \,\theta ={\frac {\text{cateto oposto}}{\text{hipotenusa}}}}
Exemplo: Um triângulo retângulo cuja hipotenusa é de valor 10 e seus catetos são de valores 6 e 8. O seno do ângulo oposto ao lado de valor 6 é 6/10 , ou seja, 0,6.

## Definição analítica
Pode-se definir função seno pela série de Taylor:
{\displaystyle \operatorname {sen} x=\sum _{n=0}^{\infty }{\frac {(-1)^{n}}{(2n+1)!}}x^{2n+1}\quad {\mbox{ para todo }}x}
Esta série possui raio de convergência infinito e as bem conhecidas propriedades da função seno podem ser demonstradas diretamente através dela.
Tal definição tem sentido tanto no conjunto dos números reais como no conjunto dos números complexos, e desta maneira pode-se definir o seno de um número complexo {\displaystyle z=x+iy} como:
{\displaystyle \operatorname {sen} (x+iy)=\operatorname {sen} (x)\cosh(y)+i\operatorname {senh} (y)\cos(x)}
Onde {\displaystyle i} é a unidade imaginária, {\displaystyle \operatorname {senh} } é a função seno hiperbólico e {\displaystyle \cosh } é a função cosseno hiperbólico.
Além disso, o seno pode ser expresso como uma soma de exponenciais complexas, devido à relação de Euler.
{\displaystyle e^{ix}=\cos(x)+i\operatorname {sen} (x)}
{\displaystyle e^{-ix}=\cos(x)-i\operatorname {sen} (x)}
{\displaystyle e^{ix}-e^{-ix}=2i\operatorname {sen} (x)}
{\displaystyle \operatorname {sen} (x)={\frac {e^{ix}-e^{-ix}}{2i}}}
A recíproca do seno é a cossecante, e sua inversa é arco seno.

## Aproximações
Uma lista de aproximações, das mais simples às mais complexas.
Todas as aproximações abaixo podem ser facilmente verificadas, por exemplo, no Wolfram Alpha

### Aproximações Superiores
{\displaystyle 0\leq x\leq {\frac {\pi }{2}}\rightarrow f(x)\geq sin(x)}
{\displaystyle f(x)=1}
{\displaystyle f(x)=x}
{\displaystyle f(x)=-{\frac {4}{\pi ^{2}}}x^{2}+{\frac {4}{\pi }}x}
{\displaystyle f(x)={\frac {8}{4x^{2}-4\pi x+8+\pi ^{2}}}}
{\displaystyle f(x)=\left({\frac {8}{\pi ^{3}}}-{\frac {4}{\pi ^{2}}}\right)x^{3}+x}

### Aproximações Inferiores
{\displaystyle 0\leq x\leq {\frac {\pi }{2}}\rightarrow f(x)\leq sin(x)}
{\displaystyle f(x)=0}
{\displaystyle f(x)={\frac {2}{\pi }}x}
{\displaystyle f(x)=\left({\frac {4}{\pi ^{2}}}-{\frac {2}{\pi }}\right)x^{2}+x}
{\displaystyle f(x)=-{\frac {1}{2}}x^{2}+{\frac {\pi }{2}}x+1-{\frac {\pi ^{2}}{8}}}
{\displaystyle f(x)={\frac {\pi x}{(\pi -2)x+\pi }}}
{\displaystyle f(x)=-{\frac {1}{6}}x^{3}+x}
{\displaystyle f(x)=\left({\frac {4}{\pi ^{2}}}-{\frac {16}{\pi ^{3}}}\right)x^{3}+\left({\frac {12}{\pi ^{2}}}-{\frac {4}{\pi }}\right)x^{2}+x}

## História do nome "seno"
Foi através dos árabes que a trigonometria baseada na meia corda de uma circunferência, que foi apresentada pelos hindus, chegou à Europa.
Os árabes haviam traduzido textos de trigonometria do sânscrito. Os hindus tinham dado o nome de jiva à metade da corda, e os árabes a transformaram em jiba. Na língua árabe é comum escrever apenas as consoantes de uma palavra, deixando que o leitor acrescente mentalmente as vogais. Desse modo, os tradutores árabes registraram jb. Na sua tradução do árabe para o latim, Robert de Chester interpretou jb como as consoantes da palavra jaib, que significa "baía" ou "enseada", e escreveu sinus, que é o equivalente em latim. A partir daí, a jiba, ou meia corda hindu passou a ser chamada de sinus, e, em português, seno.